# Platja de Pixavaques
La platja de Pixavaques és una petita platja urbana del municipi de l'Ametlla de Mar (Baix Ebre), situada molt pròxima al centre urbà, entre la platja de l'Alguer, al sud-oest, i la cala d'Arandes, al nord-est. Limitada per roques a banda i banda, que s'allarguen força metres, donant a la cala la forma de U. Hi desemboca el barranc de Pixavaques. El rereplatja està ocupat per un càmping. Orientada a l'est, té una longitud de 70 metres i una amplada mitjana de 40 metres, formada per sorra fina i còdols. Disposa de bar-restaurant, servei de salvament i socorrisme, dutxes i lavabos, neteja diària i papereres, senyalització i és accessible per a les persones amb diversitat funcional.
L'Agència Catalana de l'Aigua efectua un control quinzenal de la qualitat de l'aigua, durant la temporada de bany, amb el resultat de bona. Fins al 2021 va estar guardonada amb la Bandera Blava, que reconeix internacionalment la qualitat i serveis.